# Марк Семпроній Тудітан (консул 240 року до н. е.)
Марк Семпро́ній Тудіта́н (лат. Marcus Sempronius Tuditanus; III століття до н. е.) — політичний, державний і військовий діяч Римської республіки, консул 240 року до н. е.

## Біографічні відомості
Походив з нобілів роду Семпроніїв, його гілки Тудітанів. Відомо, що його батьком був Гай Семпроній Тудітан, а дядько звався Марком.
240 року до н. е. його було обрано консулом разом з Гаєм Клавдієм Центоном. Про їхню діяльність під час консулату відомостей не збереглося. 
230 року до н. е. його обрано цензором разом з Квінтом Фабієм Максимом Веррукозом. З того часу про подальшу долю Марка Семпронія Тудітана згадок немає.